# ヴィッラキアーラ
ヴィッラキアーラ（伊: Villachiara）は、イタリア共和国ロンバルディア州ブレシア県にある、人口約1,400人の基礎自治体（コムーネ）。

## 地理

### 位置・広がり

#### 隣接コムーネ
隣接するコムーネは以下の通り。括弧内のCRはクレモナ県所属を示す。
- アッツァネッロ (CR)
- ボルゴ・サン・ジャーコモ
- ジェニヴォルタ (CR)
- オルツィヌオーヴィ
- ソンチーノ (CR)

### 気候分類・地震分類
気候分類では、zona E, 2320 GGに分類される。
また、イタリアの地震リスク階級 (it) では、zona 3 (sismicità bassa) に分類される
。

## 行政

### 分離集落
ヴィッラキアーラには、以下の分離集落（フラツィオーネ）がある。
- Bompensiero, Villabuona, Villagana

## 人物
ミランの選手でイタリア代表のジュゼッペ・ファヴァッリはヴィッラキアーラを起源とする。